# Heinrich Goiginger
Heinrich Goiginger (5. července 1861 Verona – 21. listopadu 1927 Vídeň) byl rakousko-uherský generál. V c. k. armádě sloužil od roku 1883, vystřídal působení u různých jednotek, byl důstojníkem generálního štábu a uplatnil se i jako pedagog. Za první světové války byl velitelem postupně několika divizí v Srbsku a Itálii. V roce 1918 dosáhl hodnosti polního zbrojmistra, krátce poté byl z fronty odvolán a do konce války zastával podružné funkce velitele ve Lvově a Sibiu. Po rozpadu monarchie byl penzionován a dožil v soukromí ve Vídni.

## Životopis
Studoval nejprve v Salzburgu, vojenskou průpravu získal na Technické vojenské akademii ve Vídni (1880–1883) a do armády vstoupil jako poručík k 2. ženijnímu pluku v Kremsu, poté sloužil u 14. armádního sboru v Innsbrucku. V letech 1888–1890 si doplnil vzdělání na Válečné škole (K.u.k. Kriegsschule) ve Vídni a jako nadporučík byl zařazen do sboru důstojníků generálního štábu. Sloužil u 2. ženijního pluku v Gyulafehérváru a od roku 1892 byl jako kapitán přidělen ke štábu 6. armádního sboru v Košicích. V letech 1895–1897 působil na ministerstvu války ve Vídni. Následně vystřídal službu u různých jednotek pěchoty v Otočaci, Košicích a ve Vídni a nadále postupoval v hodnostech (major 1899, podplukovník 1903). V roce 1906 byl povýšen na plukovníka a v letech 1908–1912 byl ředitelem telegrafního oddělení na generálním štábu.
K datu 1. listopadu 1911 byl povýšen do hodnosti generálmajora a v roce 1912 převzal velení 6. horské brigády v Bileči v okupované Bosně. Jako velitel této brigády byl na začátku první světové války začleněn do armády generála Potiorka a nasazen k počátečním bojům na srbské frontě. Od října 1914 byl velitelem kombinované divize, která nesla jeho jméno a dne 1. ledna 1915 byl povýšen do hodnosti polního podmaršála. Jeho divize obdržela v lednu 1915 pořadové číslo 57 a v květnu 1915 s ní byl převelen na italskou frontu v rámci 5. armády generála Borojeviće. Již v červenci se vrátil znovu do Srbska, ale v únoru 1916 bojoval opět v Itálii. Na italské frontě byl pak v letech 1916–1917 velitelem 90. pěší divize a zúčastnil se bojů na Soči. Jeho 90. divize kvůli vysokým početním ztrátám v říjnu 1917 rozpuštěna a následně převzal velení 52. pěší divize stále v Itálii. K datu 1. května 1918 byl povýšen do hodnosti polního zbrojmistra, ale krátce poté byl stažen z aktivních bojů na frontě a nadále pověřován jen méně důležitými úkoly. V květnu 1918 byl jmenován 4. vrchního velitelství ve Lvově, jehož činnost byla ukončena po uzavření Brestlitevského míru a nakonec byl v září a říjnu 1918 oblastním posádkovým velitelem v Sibiu. K datu 1. ledna 1919 byl v armádě penzionován a od té doby žil v soukromí ve Vídni. 
Zemřel 21. listopadu 1927 ve Vídni ve věku 66 let a byl pohřben na hřbitově v Hietzingu. 
Jeho mladší bratr Ludwig (1863–1931) sloužil také v armádě a za první světové války dosáhl hodnosti polního podmaršála. 

## Řády a vyznamenání
Během vojenské kariéry získal řadu ocenění, již před první světovou válkou byl jako vysoký důstojník generálního štábu vyznamenán i v zahraničí.

### Rakousko-Uhersko
- Jubilejní pamětní medaile (1898)
- Vojenský záslužný kříž (1904)
- Vojenský jubilejní kříž (1908)
- Řád železné koruny III. třídy (1909)
- rytířský kříž Leopoldova řádu (1912)
- Mobilizační kříž (1913)
- komandérský kříž Leopoldova řádu s válečnou dekorací (1915)
- Vojenský záslužný kříž II. třídy s válečnou dekorací (1916)
- Bronzová vojenská záslužná medaile s válečnou dekorací (1916)
- Stříbrná vojenská záslužná medaile s válečnou dekorací (1917)

### Zahraničí
- Řád vycházejícího slunce IV. třídy (1902, Japonsko)
- Řád červené orlice III. třídy (1911, Německo)
- Řád avizských rytířů (1911, Portugalsko)
- Řád červené orlice II. třídy s válečnou dekorací (1918, Německo)